# Coelogyne tsii
Coelogyne tsii là một loài thực vật có hoa trong họ Lan. Loài này được X.H.Jin & H.Li mô tả khoa học đầu tiên năm 2006.